# Peltodoris
Genre
Peltodoris est un genre de mollusques nudibranches de la famille des Discodorididae.

## Liste des espèces
Selon World Register of Marine Species (6 août 2024) :
- Peltodoris angulata Eliot, 1903
- Peltodoris atromaculata Bergh, 1880 — Doris dalmatien, Doris maculé
- Peltodoris aurea Eliot, 1904
- Peltodoris carolynae Mulliner & Sphon, 1974
- Peltodoris lancei Millen & Bertsch, 2000
- Peltodoris lentiginosa  (Millen, 1982)
- Peltodoris lippa Á. Valdés, 2001
- Peltodoris marmorata  (Bergh, 1898)
- Peltodoris mullineri Millen & Bertsch, 2000
- Peltodoris murrea (Abraham, 1877)
- Peltodoris nobilis (MacFarland, 1905)
- Peltodoris punctifera (Abraham, 1877)
- Peltodoris rosae Valdés & Bertsch, 2010
- Peltodoris rubra (Bergh, 1905)
- Peltodoris temarensis Edmunds, 2011

## Galerie de photos

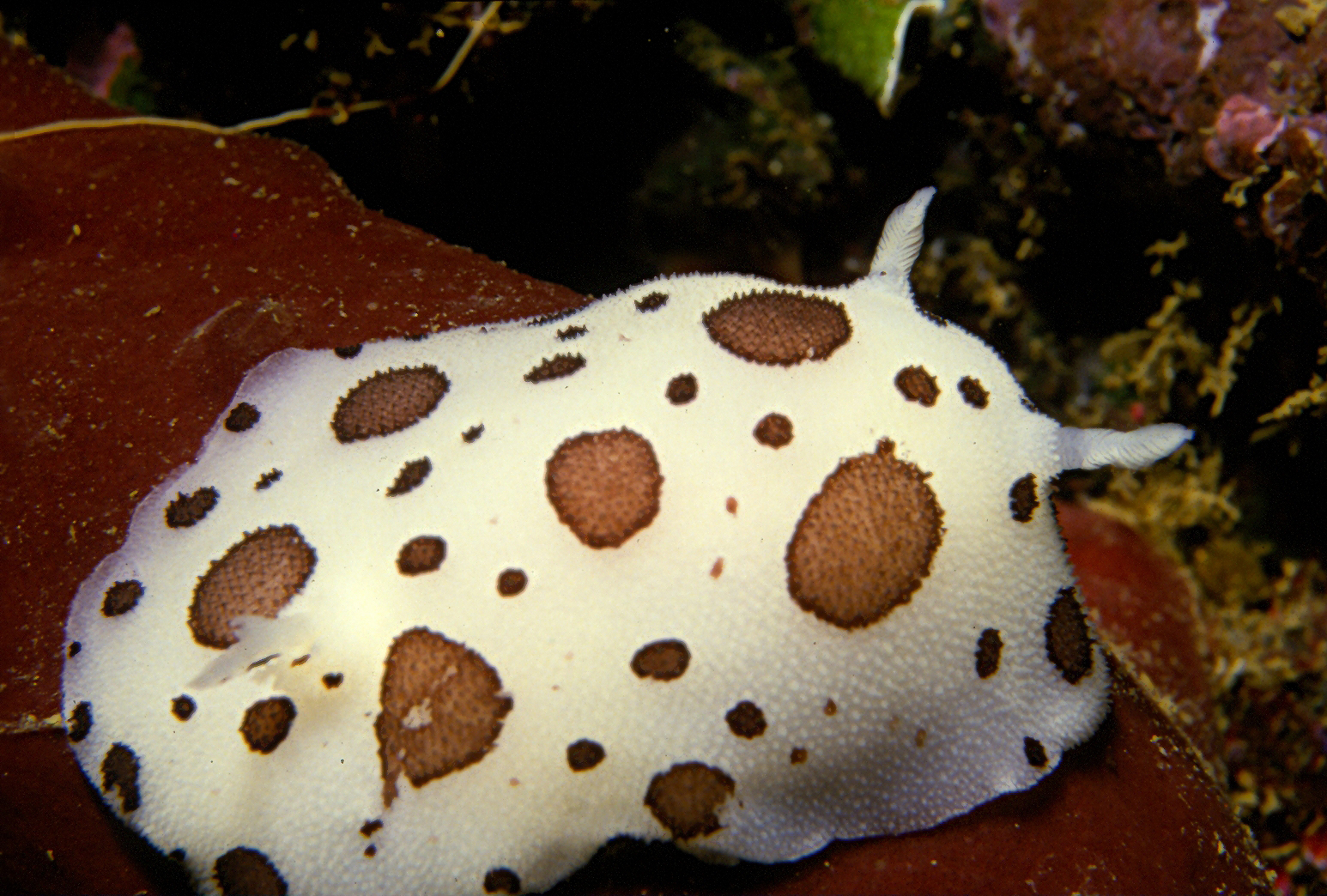
Peltodoris atromaculata
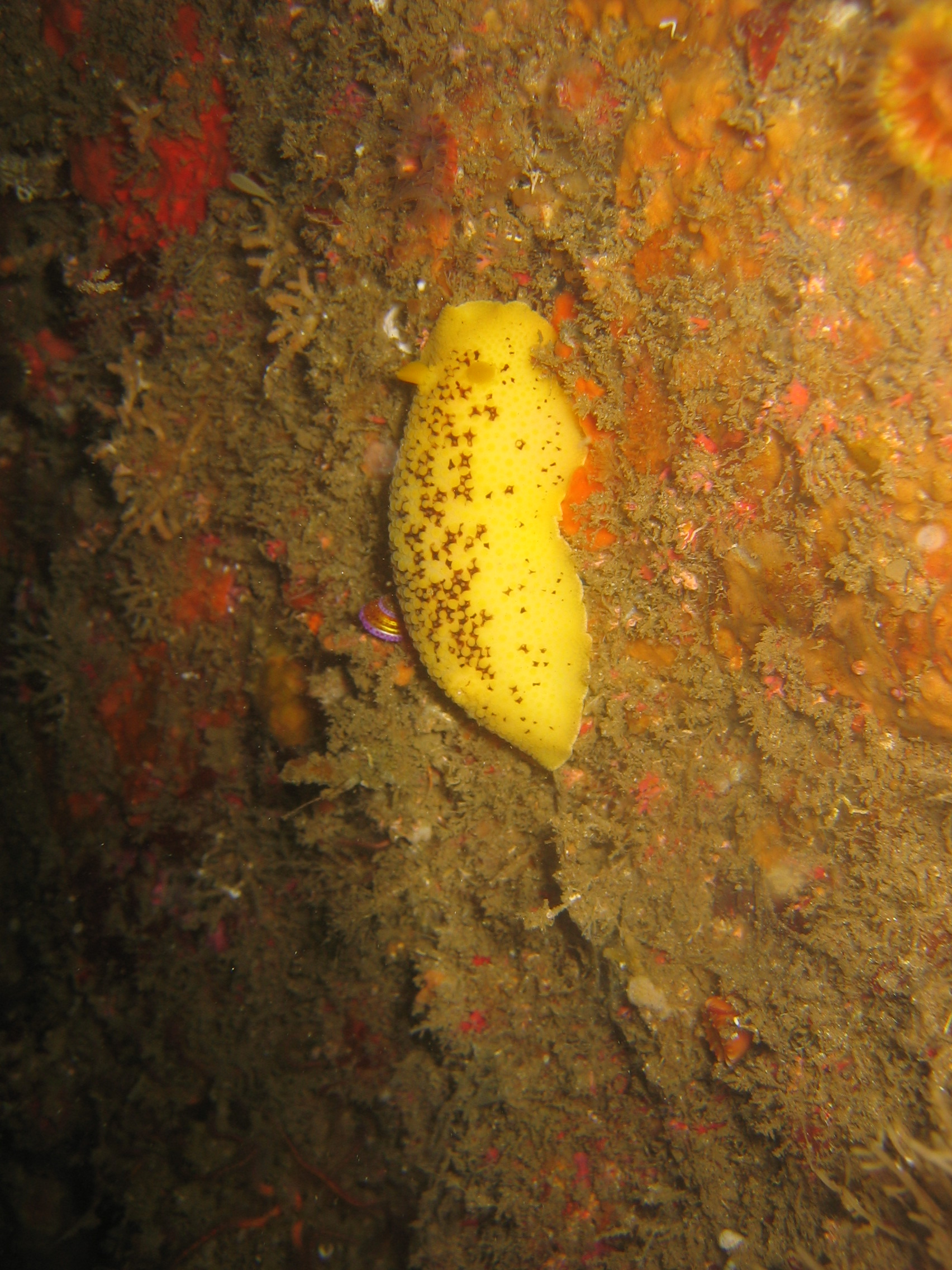
Peltodoris mullineri
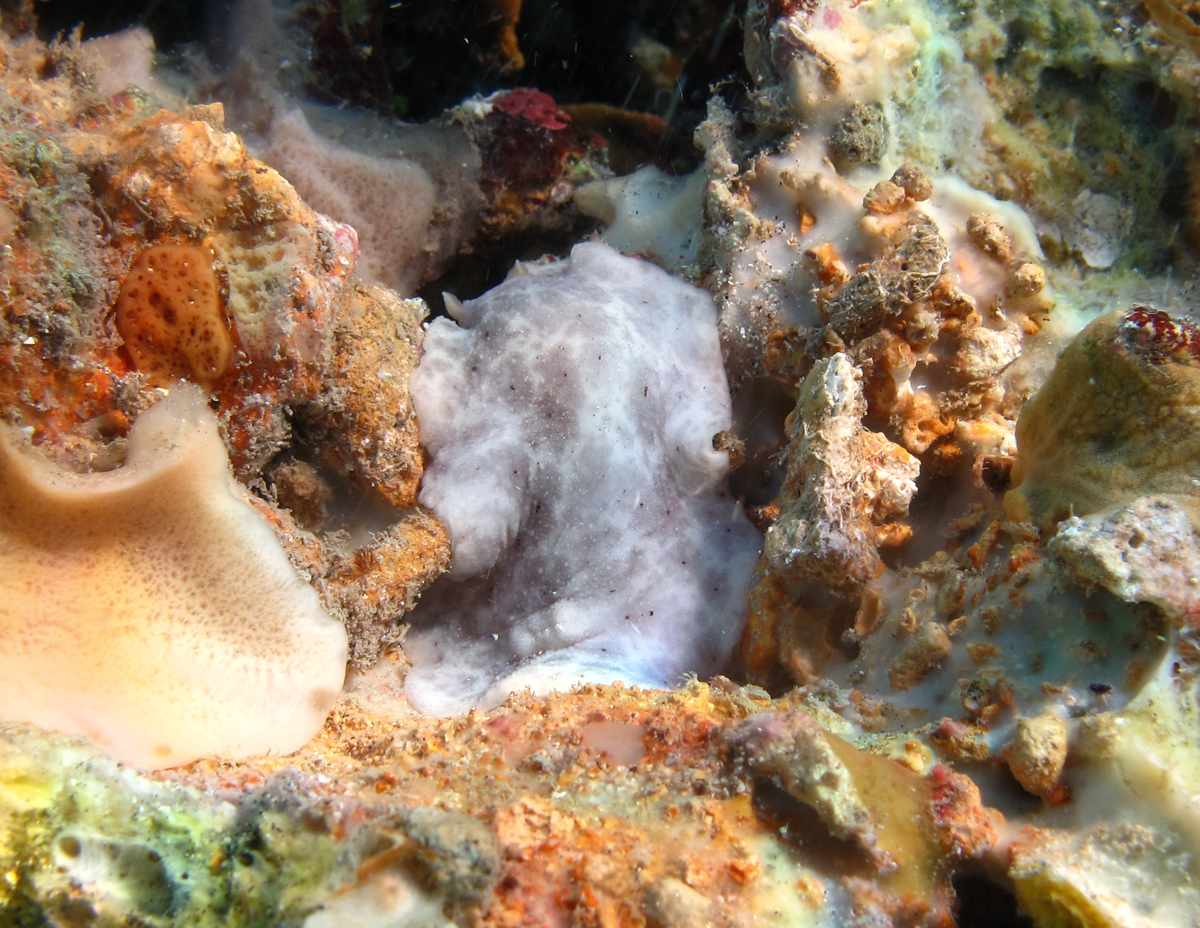
Peltodoris murrea
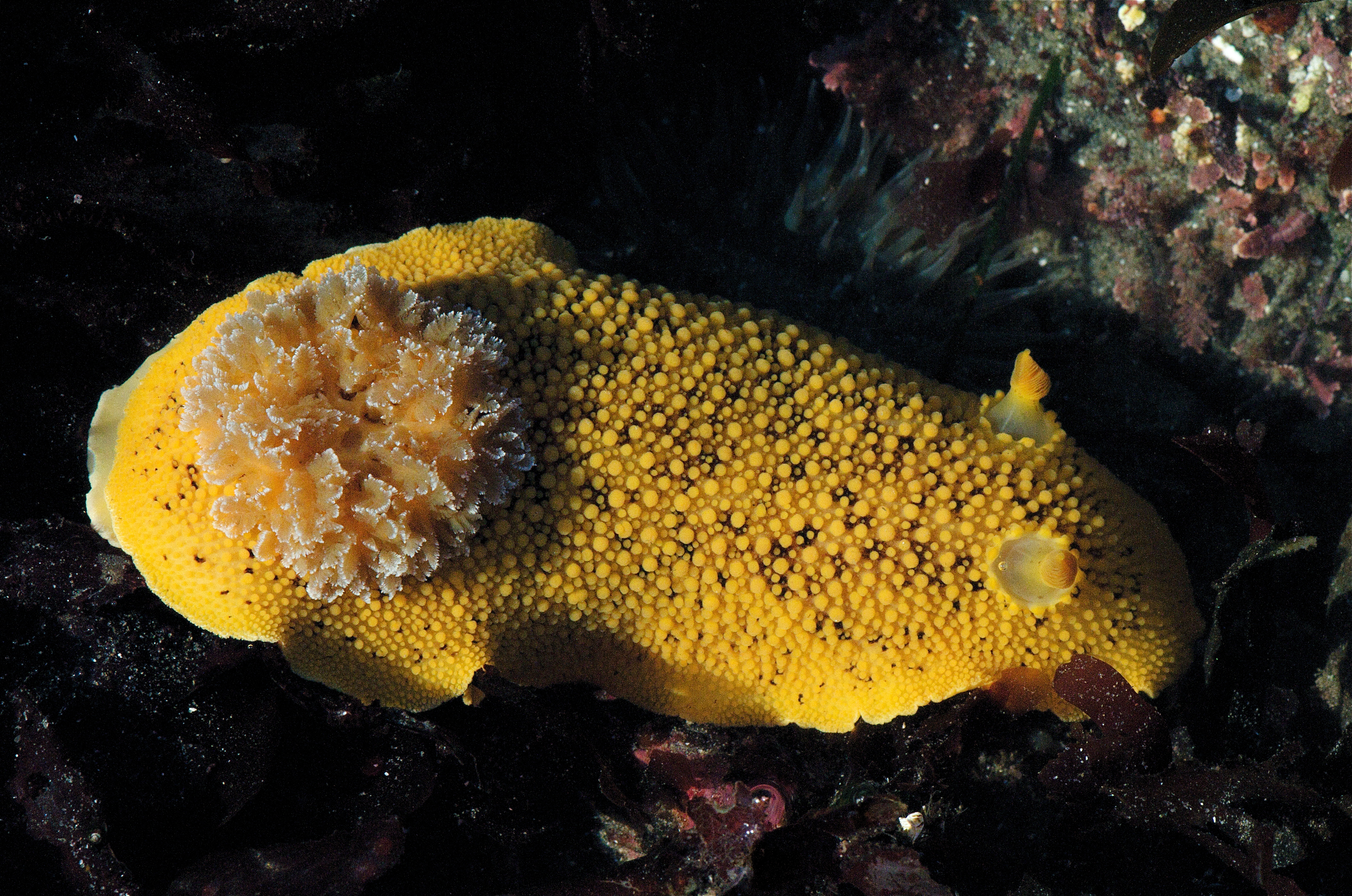
Peltodoris nobilis
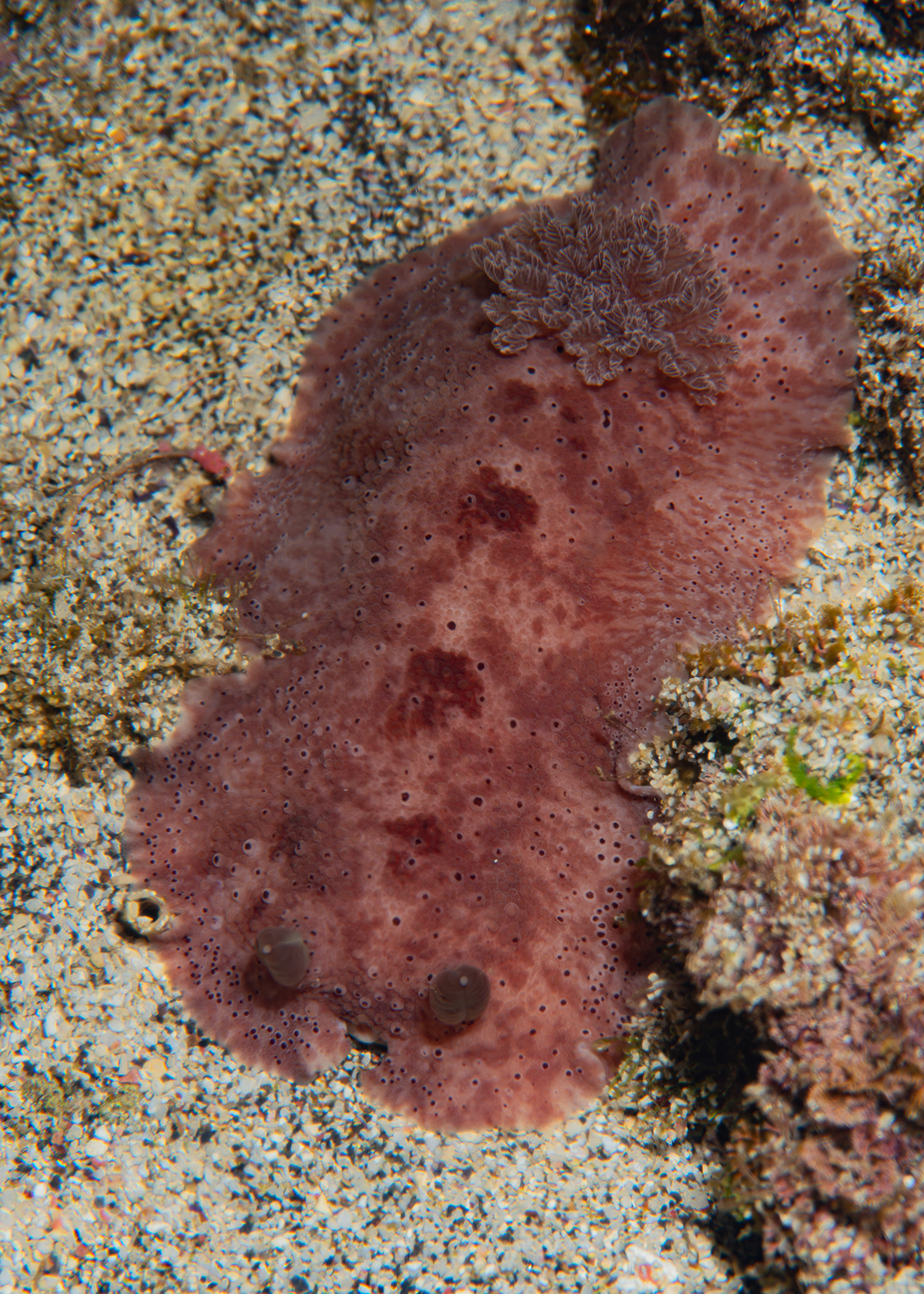
Peltodoris rubra